# مایکل هندرسون
مایکل هندرسون (انگلیسی: Michael Henderson؛ زادهٔ ۷ ژوئیهٔ ۱۹۵۱) یک موسیقی‌دان اهل ایالات متحده آمریکا است. وی از سال ۱۹۷۰ میلادی تاکنون مشغول فعالیت بوده‌است.